# ستيف هولمز (لاعب كرة قدم)
ستيف هولمز (بالإنجليزية: Steve Holmes)‏ (13 يناير 1971 بميدلزبرة في المملكة المتحدة - ) هو لاعب كرة قدم بريطاني في مركز الدفاع. لعب مع بريستون نورث إيند ونادي هارتلبول يونايتد ونادي غاينسبورو ترينيتي ولينكولن سيتي أف سي وبرومزغروف روفرز ‏ ونادي بوسطن تاون ‏ وDunston UTS F.C. ‏ وGuisborough Town F.C. ‏.

## وصلات خارجية
- ستيف هولمز على موقع قاعدة بيانات كرة القدم.إي يو (الإنجليزية)
- ستيف هولمز على موقع Soccerbase.com (لاعب) (الإنجليزية)